# HIT (série télévisée)
Pour les articles homonymes, voir HIT.
HIT est une série de télévision espagnole diffusée par la chaîne publique espagnole La 1 de TVE, qui débute le 21 septembre 2020. 
Le rôle principal est joué par l'acteur catalan Daniel Grao.

## Présentation
La série poursuit le succès du programme Merlí, série espagnole de 2019.
Après le succès de la première saison, la série est d'abord renouvelée pour une deuxième saison dont le tournage commence en mai de 2021, toujours avec Daniel Grao, avec notamment Marta Larralde.
La série compte aujourd'hui trois saisons.

## Synopsis
Hugo Ibarra Toledo est un grand pédagogue, considéré comme un professeur ouvert sur le monde.
Hugo, surnommé appelé "HIT", du fait des initiales de son nom, est un professeur atypique, qui prend soin du contexte personnel particulier de chacun de ses élèves.

## Distribution

### Saison 1
- Daniel Grao : Hugo Ibarra Toledo, dit "HIT"
- Olaya Caldera : Ester de la Vega
- Carmen Arrufat : Lena Vallejo Posse
- Nourdin Batán : Nourdin
- María Rivera : Silvia Muñoz Preto
- Oriol Cervera : Gustau "Gus" Albiñana Balaguer
- Gabriel Guevara : Darío Carvajal Aguirre
- Leire Cabezas : Margarita "Marga" Ariño Calvo
- Melías Jesús : Jacob Gabriel "Jaco" Rojas Gónzález
- Krista Aroca : Erika Alonso
- Ignacio Hidalgo : Andrés Serrano García
- Luisa Vides : Maya
- Mauro Muñiz
- Ana Villa : Antonia Calvo
- Diego Braguinsky : Rafael Muñoz
- Laia Alemany : Núria Balaguer
- Javier Collado : Fernando Ariño
- Abdelatif Hwidar : Nassir
- Mabel Del Pozo : Bea Aguirre
- Arlette Torres : Patricia Gónzález
- Rafael Odorika : le père d'Erika
- Sebis López Gandulla : Raquel
- María Beresaluze : Ivana Vallejo Posse
- Jons Pappila : Will
- Noelle Mauri : Magüi
- Juanma Cifuentes : Telmo
- Marisa Llull : Sonia
- Ana Gracia : Lourdes

### Saison 2
- Daniel Grao : Hugo Ibarra Toledo dit "HIT"
- Marta Larralde : Francis
- Álvaro de Juana : Román "Romanov"
- Son Khoury : Matthew "Matt"
- Carlota Gurpegui : Paula Vargas
- Teresa de Mera : Carmen
- Leonor Pernas
- Claudia Licari : Lucía
- Alba del Ángel : Consuelo "Chelo"
- Jacobo Camarena : Teodoro "Teo"
- Manuel Soler : Julio "Jota"
- Teresa Hurtado de Ory : Lola
- Alicia Rubio : Eva
- Silvia Rey : Andrea
- Ramiro Alonso : Raúl
- Jorge Kent : Abel
- Federico Pérez Rey : Fernando
- Alicia Orozco : Alba
- Sergio Pozo :
- Marcos Pereiro : Marcelo
- Paloma Montero : María Eugenia
- Mariu Bárcena : Dolores "Dolo"
- Luisa Vides : Maya (Episodio 1 - Episodio 3; Episodio 6 - Episodio 7; Episodio 10)
- Jöns Pappila : Will
- Miriam Montilla : Rosa
- Mikele Urroz Zabalza : Virginia Cañizares
- Fátima Baeza : Sonsoles
- Kaabil Sekali : Samir
- Nur Levi : Emma
- David Bustamante : lui-même  (Episodio 4)
- Gabriel Guevara : Darío Carvajal Aguirre (Episodio 5)
- Carmen Arrufat : Elena "Lena" Vallejo Posse (Episodio 10)

### Saison 3
- Daniel Grao : Hugo Ibarra Toledo dit "HIT"
- Alejandro Jato : Raúl
- Carmen Arrufat : Elena "Lena" Vallejo Posse
- Francisca Aronsson : Abigail "Abi"
- Andy Duato : Nora
- Mitch : Israel "Isra"
- Roger Sahuquillo : Marc
- Carlota Trueba : Julia
- Ton Vieira : Tom
- Juan Grandinetti : Christian Romero
- Miranda Gallego : Yol
- Josito Peña : Sergio
- Nur Levi : Emma
- Yaiza Guimaré : Marina
- Samuel Viyuela : Pipi
- Mauro Muñiz : Raúl Vallejo
- Carmen Balagué : Clara
- Mario Gas : Gustavo Ibarra
- Fernando Navas : Pepón
- Cristina Brondo : Fabia
- Cristina Alcázar : Alejandra Gálvez Medina
- Laura Domínguez : Ágata
- Marta Larralde : Francis